# ATB
Andre Tanneberger (phát âm tiếng Đức: [ʔanˈdʁeː ˈtanəbɛʁɡɐ]), dưới cái tên sân khấu của ATB, (sinh ngày 26 tháng 2 năm 1973 tại Freiberg, Saxony, Đức) là một DJ, nhạc sĩ, và nhà sản xuất nhạc dance điện tử người Đức. Theo bảng xếp hạng thế giới DJ bởi DJ Magazine, ATB đã được xếp hạng #11 trong năm 2009 và 2010, và # 15 trong năm 2011. Ông được biết đến với đơn độc 1999 của mình "9 PM (Till I Come)" mà đã là một đơn độc số một ở Vương quốc Anh.

## Sự nghiệp âm nhạc
Tanneberger bắt đầu sự nghiệp âm nhạc của mình với nhóm nhạc dance Sequential One. Vào tháng 2 năm 1993, Sequential One phát hành đĩa đơn đầu tay "Let Me Hear You", theo dõi bởi "Dance"/"Raving". Đĩa đơn này đã mang lại cho họ lợi ích tài chính nhỏ; André đã đạt được cơ hội để tổ chức một phòng thu nhỏ. Năm 1994, ban nhạc đã tăng ba thành viên: Ulrich Poppelbaum, Woody van Eyden và ca sĩ Morpha. Trong đầu năm 1995 các nhãn House Nation phát hành album đầu tiên của nhóm, Dance.
Sau thành công lớn ở quê nhà Đức, Sequential One dần dần trở nên nổi tiếng ở các nước khác ở châu Âu. Album thứ hai, Energy ngoài từ Đức, cũng đã được phát hành ở Hà Lan, Áo, Thụy Sĩ và Hungary. Mặc dù sự thành công và phát triển phổ biến, hai thành viên của dự án—Woody van Eyden và Morpha—vẫn còn lại trong năm 1998. Chỉ André và Ullrich vẫn còn lại trong nhóm. Năm 1999 Sequential One không còn tồn tại. Một thời gian ngắn trước khi sụp đổ, André tiếp tục phát hành đơn độc cuối cùng "Angels" và album tổng hợp Decades.

## Danh sách đĩa nhạc

### Album Phòng Thu
- Movin' Melodies (1999)
- Two Worlds (2000)
- Dedicated (2002)
- Addicted to Music (2003)
- No Silence (2004)
- Trilogy (2007)
- Future Memories (2009)
- Distant Earth (2011)
- Contact (2014)
- neXt (2017)